# 儀智
儀 智（ぎ ち、1342年 - 1421年）は、明代の儒学者・官僚。字は居真。本貫は膠州高密県。

## 生涯
洪武末年、儒者として推挙され、高密訓導に任じられた。莘県教諭に転じた。高郵州知州に抜擢され、勧農興学につとめた。
1403年（永楽元年）、儀智は宝慶府知府に転じた。1404年（永楽2年）4月、南京に召還されて、通政司右通政・兼右春坊右中允となった。5月、湖広右布政使に転出した。罪に問われて通州に流されて労役した。1408年（永楽6年）冬、湖広都指揮使の龔忠の推挙により召還された。南京に到着すると、礼部左侍郎に任じられた。1413年（永楽11年）元旦、日食があったが、礼部尚書の呂震は例年のように朝賀をおこなうよう請願した。儀智はこれに反対した。左諭徳の楊士奇が朝賀を中止するよう進言したため、儀智の意見どおり元旦の朝賀は中止された。
1416年（永楽14年）、皇太孫朱瞻基に近侍する儒者を選抜するよう吏部と翰林院に勅命が下ると、楊士奇と蹇義は儀智を筆頭に推薦した。皇太子朱高熾がこれに賛成し、永楽帝もこれを認めて、儀智は皇太孫を輔導するよう命じられた。1421年（永楽19年）、致仕した。家で死去した。享年は80。1425年（洪熙元年）、太子少保の位を追贈された。諡は文簡といった。
末子に儀銘があった。